# Стандартний зразок
Стандартний зразок складу речовини — зразок речовини зі встановленими, значеннями одного чи кількох параметрів, які характеризують вміст певних компонентів в речовині.
Стандартний зразок властивостей речовини — зразок речовини зі встановленими, значеннями одного чи кількох параметрів, які характеризують фізичні, хімічні або інші властивості речовини.